# Alchemilla achilleaefolia
Alchemilla achilleaefolia é uma espécie de rosácea do gênero Alchemilla, pertencente à família Rosaceae.